# Apamea epargyra
Apamea epargyra är en fjärilsart som beskrevs av Zoltan Varga 1976. Apamea epargyra ingår i släktet Apamea och familjen nattflyn. Inga underarter finns listade i Catalogue of Life.